# NGC 4473
NGC 4473 est une galaxie elliptique située dans la constellation de la Chevelure de Bérénice. NGC 4473 a été découverte par l'astronome germano-britannique William Herschel en 1784.

## Caractéristiques

### Distance
Sa vitesse par rapport au fond diffus cosmologique est de2 571 ± 23 km/s, ce qui correspond à une distance de Hubble de 37,9 ± 2,7 Mpc (∼124 millions d'al).
À ce jour, 35  mesures non basées sur le décalage vers le rouge (redshift) donnent une distance de 16,140 ± 2,897 Mpc (∼52,6 millions d'al) ce qui est nettement à l'extérieur des valeurs de la distance de Hubble.
Cette galaxie, comme plusieurs de l'amas de la Vierge, est relativement rapprochée du Groupe local et on obtient souvent une distance de Hubble très différente en raison de leur mouvement propre dans le groupe où dans l'amas où elles sont situées. La distance de 16.140 Mpc est sans doute plus près de la réalité. Selon ces deux mesures, NGC 4473 se dirige vers le centre de l'amas en direction opposée à la Voie lactée. Notons que c'est avec la valeur moyenne des mesures indépendantes, lorsqu'elles existent, que la base de données NASA/IPAC calcule le diamètre d'une galaxie.

### Morphologie

#### Deux disques distincts
Une étude publiée en 2015 a montré que NGC 4473 est l'une des rares galaxies à posséder deux disques distincts qui tournent en sens opposé l'un de l'autre. Cette étude a été réalisée dans le visible à l'aide du télescope spatial Hubble et du télescope Subaru.

## Matière noire
La vitesse des amas globulaires dans le halo de NGC 4473 indique une fraction de son contenu en matière noire de (55 ± 13) % de sa masse à l'intérieur de cinq rayons effectifs.

## Amas globulaires
La population d'amas globulaires de NGC 4473 est estimé à 376 ± 97. Ces amas sont peut-être nés à la suite de la capture de petites galaxies qui ont formé la région externe de la galaxie.

## Trou noir supermassif
Selon une étude réalisée auprès de 76 galaxies par Alister Graham en 2008, le bulbe central de NGC 4473 renferme un trou noir supermassif dont la masse est estimée à 1,1+0,4
−0,8 x 108 {\displaystyle M_{\odot }}.

## NGC 4473, la Chaîne de Markarian et les galaxies environnantes

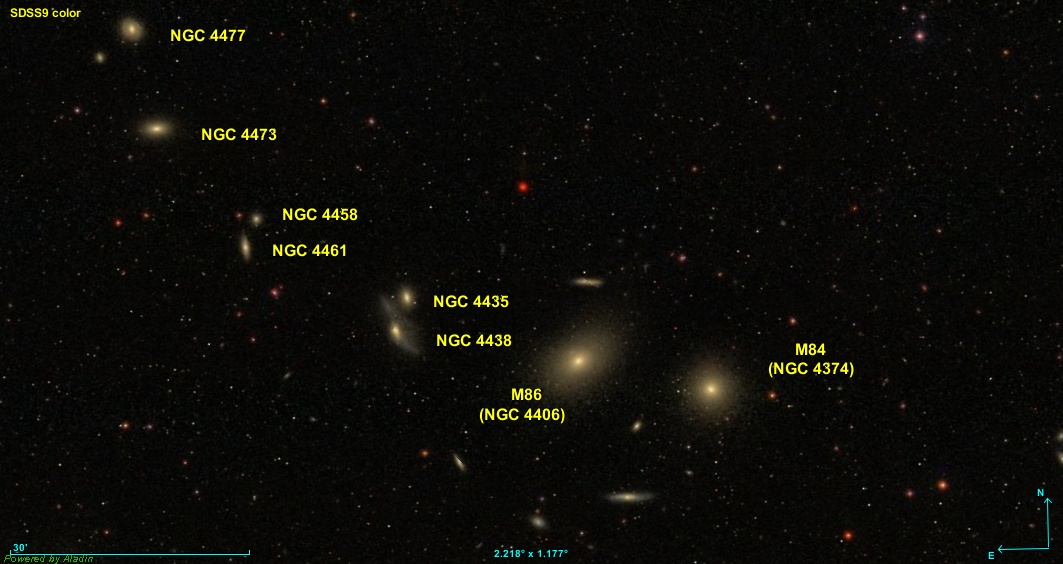
Les huit galaxies de la chaîne de Markarian.
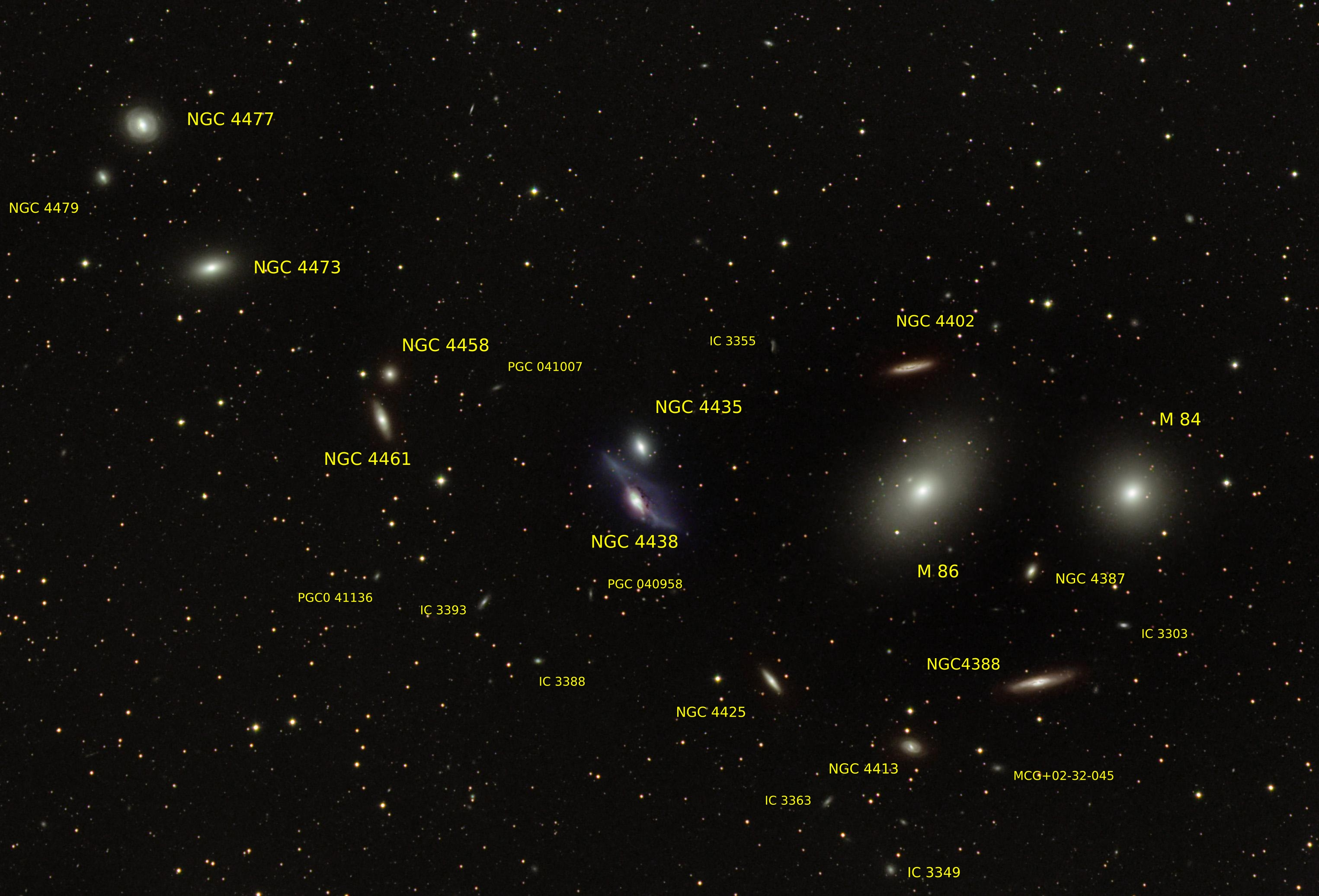
Plusieurs galaxies ne faisant pas partie de la chaîne de Markarian sont situées à proximité. Certaines de ces galaxies font partie de l'amas de la Vierge.

NGC 4473 est l'une des huit galaxies de la chaîne de Markarian découverte par astronome soviétique et arménien Benjamin Markarian. Ces galaxies sont disposées sur un arc de cercle parmi plusieurs galaxies. Markarian a découvert qu'elles étaient animées d'un mouvement commun.

## Groupe de M88, de M60 et l'amas de la Vierge
Selon A.M. Garcia, NGC 4473 est membre du groupe de M88 (NGC 4501). Ce groupe de galaxies comprend au moins 44 membres, dont 17 apparaissent au New General Catalogue et 18 à l'Index Catalogue.
D'autre part, la plupart des galaxies du New General Catalogue, dont NGC 4473, et seulement trois de l'Index Catalogue du groupe de M88 apparaissent  dans une liste de 227 galaxies d'un article publié par Abraham Mahtessian en 1998. Cette liste comporte plus de 200 galaxies du New General Catalogue et une quinzaine de galaxies de l'Index Catalogue. On retrouve dans cette liste 11 galaxies du Catalogue de Messier, soit M49, M58, M60, M61, M84, M85, M87, M88, M91, M99 et M100.
Toutes les galaxies de la liste de Mahtessian ne constituent pas réellement un groupe de galaxies. Ce sont plutôt plusieurs groupes de galaxies qui font tous partie d'un amas galactique, l'amas de la Vierge. Pour éviter la confusion avec l'amas de la Vierge, on peut donner le nom de groupe de M60 à cet ensemble de galaxies, car c'est l'une des plus brillantes de la liste. L'amas de la Vierge est en effet beaucoup plus vaste et compterait environ 1300 galaxies, et possiblement plus de 2000, situées au cœur du superamas de la Vierge, dont fait partie le Groupe local,.
De nombreuses galaxies de la liste de Mahtessian se retrouvent dans onze groupes décrits dans l'article d'A.M. Garcia, soit le groupe de NGC 4123 (7 galaxies), le groupe de NGC 4261 (13 galaxies), le groupe de NGC 4235 (29 galaxies), le groupe de M88 (13 galaxies, M88 = NGC 4501), le groupe de NGC 4461 (9 galaxies), le groupe de M61 (32 galaxies, M61 = NGC 4303), le groupe de NGC 4442 (13 galaxies), le groupe de M87 (96 galaxies, M87 = NGC 4486), le groupe de M49 (127 galaxies, M49 = NGC 4472), le groupe de NGC 4535 (14 galaxies) et le groupe de NGC 4753 (15 galaxies). Ces onze groupes font partie de l'amas de la Vierge et ils renferment 396 galaxies. Certaines galaxies de la liste de Mahtessian ne figurent cependant dans aucun des groupes de Garcia et vice versa.